# Raffineria di Livorno

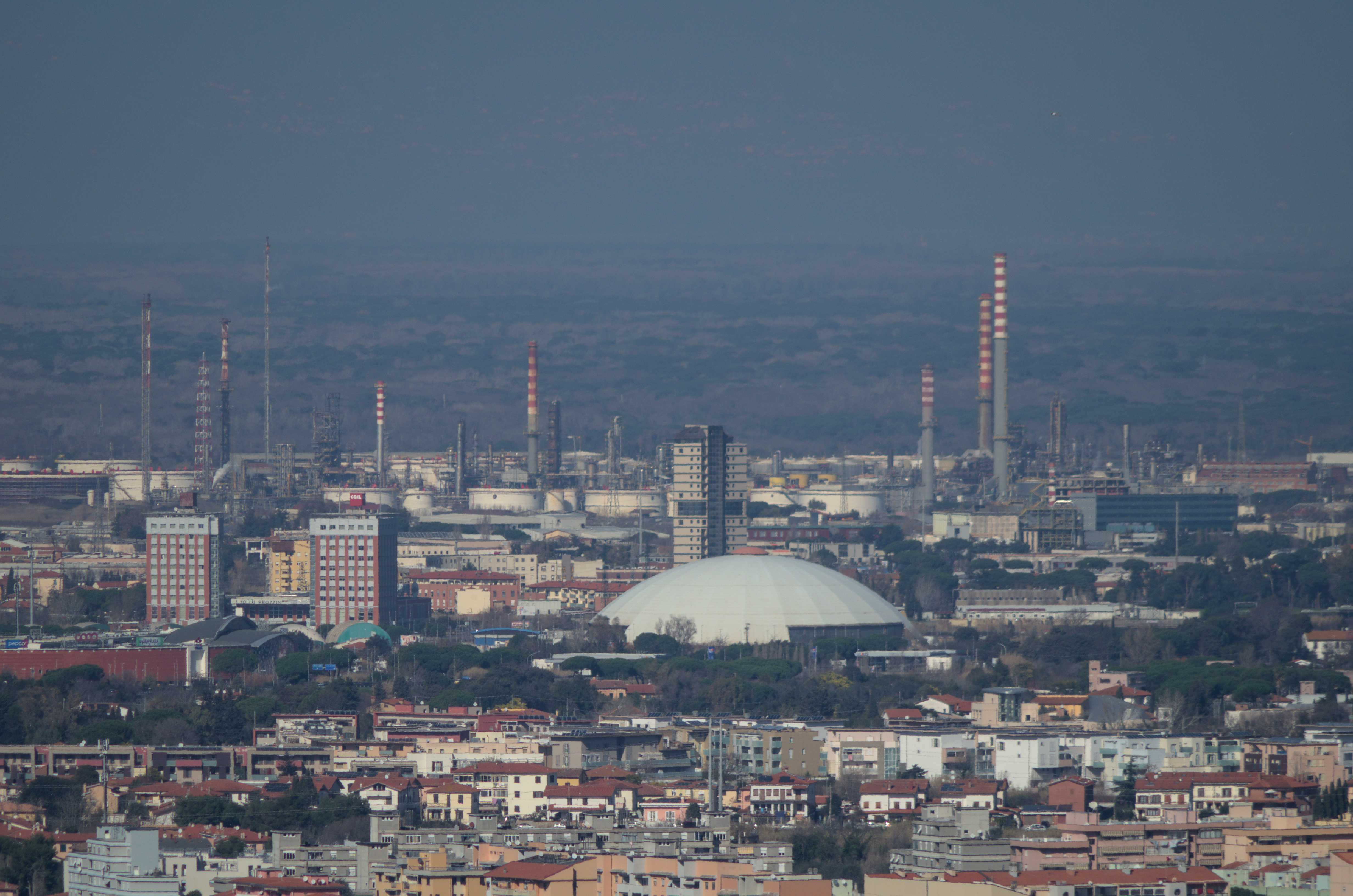
Panoramica sull'impianto visto da Montenero, Livorno

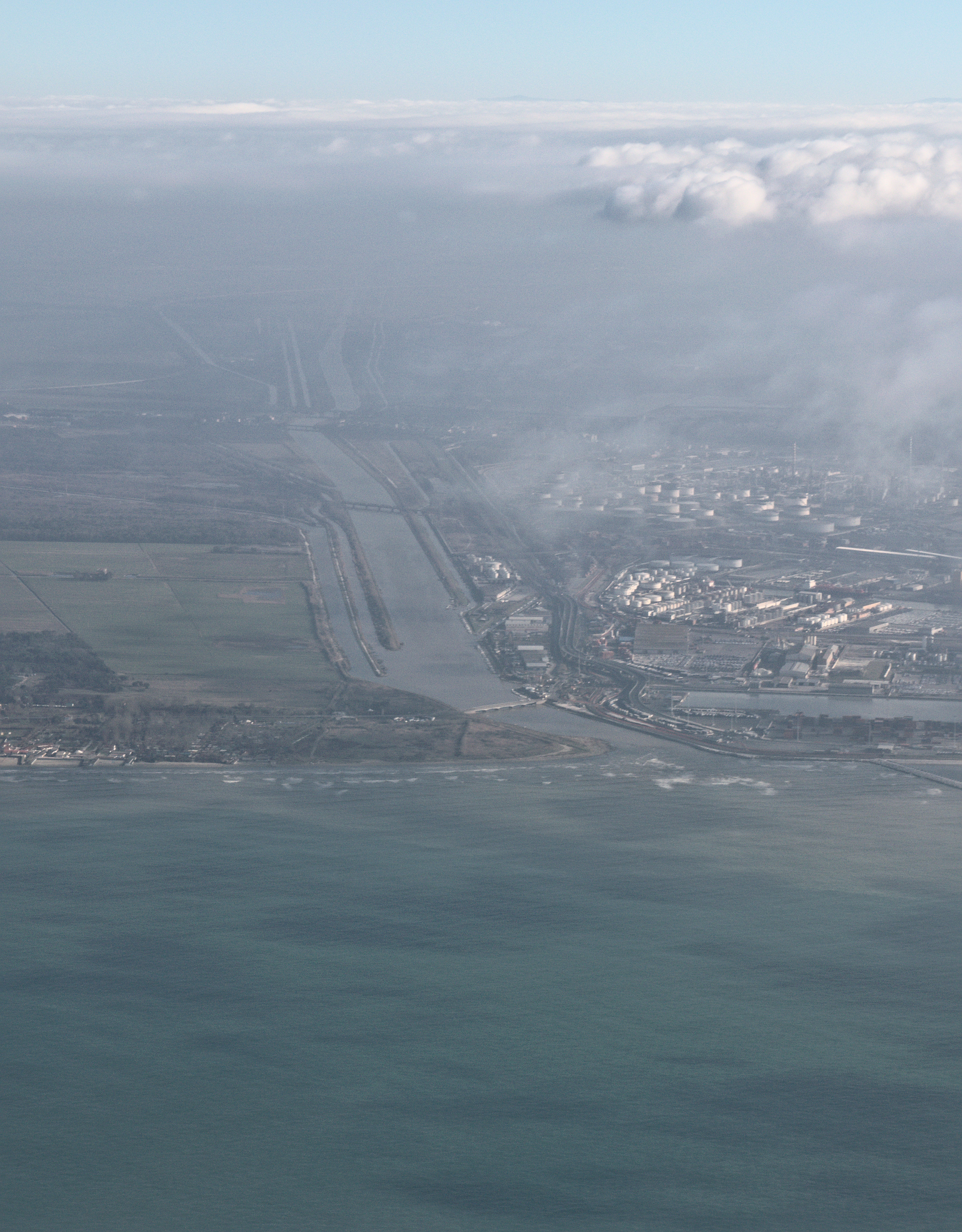
La raffineria di Livorno è visibile a destra del canale Scolmatore dell'Arno

La Raffineria di Livorno (popolarmente nota come Stanic) è sita a cavallo tra la zona industriale del comune di Livorno e il paese di Stagno, frazione del comune Collesalvetti.
L'impianto, di proprietà Eni, è installato su un'area di circa 150 ettari.
Ha una capacità di raffinazione di 84.000 barili/giorno e produce prevalentemente benzine, gasolio, olio combustibile per bunkeraggi e basi lubrificanti. Oltre agli impianti di distillazione, dispone di due linee di produzione di lubrificanti.
All'interno dello stabilimento si trova anche una centrale elettrica costituita da due gruppi turbogas da 25 e 149 MW, oltre che da tre caldaie per la produzione di calore nell'ambito della raffineria e di elettricità per gli stessi impianti e la rete nazionale.

## Storia
La raffineria fu fondata nel 1936 e completata negli anni antecedenti la seconda guerra mondiale con l'istituzione dell'Azienda Nazionale Idrogenazione Combustibili (Anic). Nel 1940, con l’entrata dell’Italia in guerra, le attività di lavorazione calarono a causa degli embarghi da parte degli Alleati e del conseguente blocco di importazione del greggio del Golfo del Messico, da cui proveniva la maggior parte della materia prima. 
Dopo le devastazioni belliche del 1943, che distrussero in parte l'impianto, la raffineria tornò operativa grazie all'accordo, siglato nel 1950, tra l'italiana Anic e la compagnia statunitense Standard Oil, che diedero vita alla Stanic.
Con l'ammodernamento degli impianti, tra il 1950 e il 1955, la capacità di raffinazione di petrolio greggio passò da 700.000 tonnellate a 2 milioni di tonnellate, mentre a servizio della raffineria, nel vicino porto industriale, fu costruita la "Darsena Petroli", dedita all’attracco di navi petroliere.
Affianco alla raffinazione del petrolio furono realizzati impianti per la produzione di paraffine e lubrificanti. Dal 1982 la proprietà è al 100% di Eni. 
A partire dal 1971, la raffineria è collegata tramite oleodotto, al deposito di combustibili sito a Calenzano. L'oleodotto con una lunghezza di poco meno di 90 km, è costituito da due tubazioni parallele sotterrate a circa 2-4 m rispetto al piano campagna. L'incidente del 9 dicembre 2024 presso il sito di Calenzano, nel quale sono state gravemente danneggiate le pensiline di carico, ha reso necessario l'utilizzo dell'oleodotto Livorno-Calenzano per lo svuotamento delle cisterne di stoccaggio. In seguito a ciò, l'oleodotto è stato messo in ferma fino al termine dell'indagini e al dissequestro del deposito. La raffineria, inoltre, è dotata di altri due oleodotti che la collegano alla Darsena Ugione ed alla Darsena Petroli.  
Nell'ottobre 2022, Eni ha annunciato la conversione del polo in bioraffineria: il progetto ha previsto la costruzione di: tre impianti per la produzione di biocarburanti idrogenati, inclusi un'unità di pretrattamento, un impianto Ecofining™ da 500.000 t/anno e un impianto per la produzione di idrogeno. Questa iniziativa strategica ha permesso a Eni, di accelerare i suoi processi verso la neutralità carbonica prevista per il 2050 e di aumentare le proprie capacità di bioraffinazione. Di fatto, sono state ridotte le importazioni di petrolio greggio, e sono state dismesse alcune linee produttive. Tuttavia, sono continuate le importazioni di prodotti raffinati (GPL, benzine, gasolii, jet-fuel...) che vengono stoccati in serbatoi già esistenti del polo e in seguito, distribuiti attraverso l'oleodotto Livorno-Calenzano e tramite autocisterne.  La costruzione e conversione degli impianti è iniziata dopo il rilascio delle autorizzazioni necessarie, con completamento previsto entro il 2026. Gli impianti utilizzeranno scarti vegetali e animali per produrre biocarburanti come HVO diesel e bio-GPL.